# Alex Asamoah
Alexander Jeffrey Obiri Asamoah Gyimah (Kumasi, 16 gennaio 1986) è un calciatore ghanese, attaccante del New Edubiase Utd.

## Carriera
Asamoah ha cominciato la carriera con la maglia del Berekum Chelsea. Successivamente, ha vestito le maglie di Ashanti Gold ed Asante Kotoko. È poi passato ai sudcoreani del Gyeongnam con la formula del prestito, esordendo nella K League in data 21 marzo, subentrando a Seo Sang-min nel pareggio per 1-1 sul campo dei Jeonnam Dragons.
Tornato all'Asante Kotoko per fine prestito, nel 2011 si è trasferito agli algerini dell'ES Sétif. Ha debuttato nella Ligue 1 in data 1º ottobre, sostituendo Farouk Belkaïd nella sconfitta per 3-2 maturata sul campo dell'USM El Harrach.
Tornato all'Ashanti Gold nel 2012, è passato poi alle Aduana Stars.

## Palmarès

### Club

#### Competizioni nazionali
- Campionato burkinabè: 1

RC Kadiogo: 2016-2017

### Individuale
- Capocannoniere del campionato ghanese: 1

2008-2009 (16 reti)